# Rymosia pilosa
Rymosia pilosa är en tvåvingeart som beskrevs av Edwards 1931. Rymosia pilosa ingår i släktet Rymosia och familjen svampmyggor.
Artens utbredningsområde är Peru. Inga underarter finns listade i Catalogue of Life.